# Acrocercops taeniarcha
Acrocercops taeniarcha är en fjärilsart som beskrevs av Edward Meyrick 1932. Acrocercops taeniarcha ingår i släktet Acrocercops och familjen styltmalar. Inga underarter finns listade i Catalogue of Life.